# Stakkvik
Stakkvik est une localité du comté de Troms, en Norvège.

## Géographie
Administrativement, Stakkvik fait partie de la kommune de Karlsøy.